# Ашраф Нуман
Ашраф Нуман Аль-Фавагра (араб. أشرف نعمان الفواغرة; нар. 29 липня 1986, Вифлеєм, Палестина) — палестинський футболіст, нападник та атакувальний півзахисник клубу «Шабаб Аль-Халіль».

## Клубна кар'єра
Вихованець клубу «Тараджи Ваді Аль-Нес», в складі якого 2004 року й розпочав професіональну футбольну кар'єру. У 2012 році виїхав до Йорданії, де протягом сезону захищав кольори столичного «Аль-Файсалі». У 2013 році знову повернувся до «Тараджи Ваді Аль-Нес». У 2014 році перейшов до «Аль-Фейсалі» з Саудівської Аравії. У 2016 році повернувся до Палестини, виступав за «Хажер». По ходу того ж сезону перейшов до «Шабаб Аль-Халіль».

## Кар'єра в збірній
Вперше був викликаний до складу національної збірної Палестини на поєдинки кваліфікації Кубку виклику АФК 2012, а дебютував за збірну шість місяців по тому, в матчі проти Об'єднаних Арабських Еміратів.
У складі палестинської збірної виступав у Чемпіонаті Федерації футболу Західної Азії 2010, кваліфікації Кубку виклику АФК 2012 та кваліфікації Чемпіонату світу 2014.
Потрапив до списку з 23-х гравців, яких Жамал Махмуд викликав для участі в Кубку виклику АФК 2014. Вперше на цьому турнірі відзначився голом у переможному (2:0) другому поєдинку проти М'янми. Також відзначився голом у чвертьфіналі проти Афганістану та допоміг палестинцям вперше в історії вийти до фіналу турніру. Під час фінального поєдинку проти Філіппін відзначився єдиним голом у матчі, реалізувавши прямим ударом по воротах штрафний удар на 59-й хвилині, завдяки чому Палестина вперше в своїй історії тріумфувала на Кубку виклику АФК 2014 та кваліфікувалася для участі в Кубок Азії 2015. Окрім цього, Нуман став найкращим бомбардиром турніру, на якому відзначився 4-а голами в 5-и поєдинках. Разом з Фахедом Атталом розділяє звання найкращого бомбардира збірної Палестини.

### Голи за збірну
Рахунок та голи збірної Палестини знаходяться на першому місці.
| #   | Дата            | Місце                                 | Суперник    | Рахунок | Ркзультат | Змагання                        |
| --- | --------------- | ------------------------------------- | ----------- | ------- | --------- | ------------------------------- |
| 1.  | 20 грудня 2011  | Аль-Гарафа, Доха                      | Бахрейн     | 1–1     | 1–3       | Панарабські ігри 2011           |
| 2.  | 29 лютого 2012  | Севенс Стедіум, Дубай                 | Азербайджан | 1–0     | 2–0       | Товариський                     |
| 3.  | 12 березня 2012 | Галчоук Стедіум, Катманду             | Мальдіви    | 2–0     | 2–0       | Кубок виклику АФК 2012          |
| 4.  | 18 червня 2012  | Алі-Мохсен Аль-Мураіши, Сана          | Ємен        | 1–0     | 2–1       | Товариський                     |
| 5.  | 8 грудня 2012   | Аль-Садаква Васалам, Ель-Кувейт       | Кувейт      | 1–2     | 1–2       | Чемпіонат ФФ Західної Азії 2012 |
| 6.  | 6 лютого 2013   | Джавахарлал Неру Стедіум, Кочі        | Індія       | 1–1     | 4–2       | Товариський                     |
| 7.  | 6 лютого 2013   | Джавахарлал Неру Стедіум, Кочі        | Індія       | 3–2     | 4–2       | Товариський                     |
| 8.  | 6 лютого 2013   | Джавахарлал Неру Стедіум, Кочі        | Індія       | 4–2     | 4–2       | Товариський                     |
| 9.  | 21 березня 2013 | Мохаммед Аль-Хамад, Хаваллі           | Кувейт      | 1–1     | 1–2       | Товариський                     |
| 10. | 26 березня 2013 | Дарул Маркур, Куантан                 | Малайзія    | 2–0     | 2–0       | Товариський                     |
| 11. | 21 травня 2014  | Національний футбольний стадіон, Мале | М'янма      | 2–0     | 2–0       | Кубок виклику АФК 2014          |
| 12. | 27 травня 2014  | Національний футбольний стадіон, Мале | Афганістан  | 1–0     | 2–0       | Кубок виклику АФК 2014          |
| 13. | 27 травня 2014  | Національний футбольний стадіон, Мале | Афганістан  | 2–0     | 2–0       | Кубок виклику АФК 2014          |
| 14. | 30 травня 2014  | Національний футбольний стадіон, Мале | Філіппіни   | 1–0     | 1–0       | Кубок виклику АФК 2014          |

## Титули і досягнення
- Чемпіонат Палестини
  -  Чемпіон (3): 2008/09, 2013/14, 2020/21

- Кубок Палестини
  -  Володар (2): 2006/07, 2008/09

- Суперкубок Йорданії
  -  Володар (1): 2012

Збірні
- Володар Кубка виклику АФК: 2014